# US and Europe Tour (Dua Lipa)
US and Europe Tour fue la segunda gira oficial de conciertos del cantante albano-británica Dua Lipa. La gira apoya su álbum de debut de estudio Dua Lipa. Cabe destacar que esta gira fue realizada antes del lanzamiento del disco en 2017.

## Repertorio
1. Hotter than Hell
2. Dreams
3. No Lie
4. Bad Together
5. Room for 2
6. Want To
7. Blow Your Mind (Mwah)
8. "Thinking 'Bout You"
9. New Love
10. Genesis
11. Running
12. Scared to Be Lonely
13. Last Dance
14. Be the One

## Fechas
| Fecha                 | Ciudad          | País           | Lugar                       |
| Norteamérica          | Norteamérica    | Norteamérica   | Norteamérica                |
| --------------------- | --------------- | -------------- | --------------------------- |
| 24 de febrero de 2017 | Chicago         | Estados Unidos | Lincoln Hall                |
| 25 de febrero de 2017 | Detroit         | Estados Unidos | The Shelter                 |
| 27 de febrero de 2017 | Toronto         | Canadá         | Mod Club Theatre            |
| 1 de marzo de 2017    | Nueva York      | Estados Unidos | Irving Plaza                |
| 2 de marzo de 2017    | Filadelfia      | Estados Unidos | The Foundry at The Fillmore |
| 4 de marzo de 2017    | Boston          | Estados Unidos | Paradise Rock Club          |
| 5 de marzo de 2017    | Washington      | Estados Unidos | Rock and Roll Hotel         |
| 7 de marzo de 2017    | Atlanta         | Estados Unidos | Center Stage Atlanta        |
| 8 de marzo de 2017    | Orlando         | Estados Unidos | The Social                  |
| 9 de marzo de 2017    | San Petersburgo | Estados Unidos | State Theatre               |
| 11 de marzo de 2017   | Houston         | Estados Unidos | House of Blues              |
| 12 de marzo de 2017   | Dallas          | Estados Unidos | The Prophet Bar             |
| 14 de marzo de 2017   | Phoenix         | Estados Unidos | Crescent Ballroom           |
| 15 de marzo de 2017   | Los Ángeles     | Estados Unidos | The Belasco Theatre         |
| 17 de marzo de 2017   | San Francisco   | Estados Unidos | Great American Music Hall   |
| Europa                |                 |                |                             |
| 5 de abril de 2017    | Milán           | Italia         | Fabrique                    |
| 7 de abril de 2017    | Berlín          | Alemania       | Columbia Theater            |
| 8 de abril de 2017    | Colonia         | Alemania       | Luxor                       |
| 9 de abril de 2017    | Utrecht         | Países Bajos   | TivoliVredenburg            |
| 12 de abril de 2017   | Mánchester      | Reino Unido    | O2 Ritz Manchester          |
| 13 de abril de 2017   | Londres         | Reino Unido    | O2 Shepherd's Bush Empire   |